# Ateleaspis
Ateleaspis è un genere estinto di pesci agnati, appartenente agli osteostraci. Visse tra il Siluriano superiore e il Devoniano inferiore (circa 419 - 407 milioni di anni fa) e i suoi resti fossili sono stati ritrovati in Europa.

## Descrizione
Questo pesce corazzato era di dimensioni medio-piccole, e solitamente era lungo circa 15-20 centimetri. È considerato il vertebrato più basale a possedere pinne pari. Il corpo era appiattito e allungato, e la testa era dotata di uno scudo cefalico largo e piatto, dal margine anteriore arrotondato. Lo scudo cefalico era composto di osso cellulare, ed era pesantemente ornamentado da tubercoli di dentina. Le dimensioni dei tubercoli aumentavano in prossimità dell'orbita e dei margini dello scudo cefalico, che conteneva due aree marginali composte da piccole piacche debolmente unite allo scudo. Queste placche erano poste sopra canali diramati connessi all'area labirintica del cervello. 
Il dotto endolinfatico si apriva all'interno di un campo mediano che correva lungo una sorta di carena centrale nella parte posteriore dello scudo. Queste aree erano più grandi rispetto a quelle degli osteostraci successivi (come Cephalaspis), ma sembrerebbero essere state meno distinte e specializzate. Le orbite, molto vicine e connesse fra loro tramite una piastra pineale a forma di bastone, erano dotate di strutture simili ad anelli sclerotici, costituite da sfere cave e incomplete. Il forame pineale era al centro della piastra pineale. La superficie ventrale della testa era ricoperta da minuscole scaglie uniformi; le aperture branchiali si aprivano ai lati della superficie ventrale, ed era presente un sistema di linee sensoriali sullo scudo cefalico (e forse anche sul corpo). L'endoscheletro cranico era poco sviluppato,
Erano presenti due pinne dorsali, prive di scaglie lungo la linea mediana; la seconda pinna dorsale e la pinna caudale erano dotate di una membrana posteriore. Le pinne pettorali erano tondeggianti e dotate di una base larga, al contrario di alte forme simili come Hirella. In sostanza, le pinne pettorali erano difficilmente distinguibili dal resto del corpo. 

## Classificazione
Ateleaspis tessellata venne descritto per la prima volta da Traquair nel 1889, sulla base di fossili rinvenuti in Scozia in terreni del Siluriano superiore. Altri fossili attribuiti a questo animale sono stati ritrovati in Norvegia (Siluriano superiore) e frammenti attribuibili al genere Ateleaspis provengono dal Devoniano inferiore della Siberia.
Ateleaspis, a cui a volte è ascritto anche il genere Aceraspis con la specie A. robusta, è considerato uno dei più basali membri degli osteostraci, un grande gruppo di pesci agnati tipici del Siluriano/Devoniano. Una forma affine, leggermente più derivata, è Hemicyclaspis.

## Paleobiologia
Come molti osteostraci, Ateleaspis doveva vivere in prossimità del fondale; la pinna caudale poteva garantie forti spinte verso il basso, dove Ateleaspis si nutriva di piccole particelle di cibo che aspirava grazie alla bocca priva di mascelle.